# アンデルソン・ルイス・ダ・シウバ
ルイゾン (Luisão) こと、アンデルソン・ルイス・ダ・シウバ（Anderson Luis da Silva、1981年2月13日 - ）は、ブラジル出身の元サッカー選手。元ブラジル代表。ポジションはディフェンダー。

## 経歴

### クラブ
2000年からブラジルのCAジュベントスでプロキャリアをスタートさせ、翌年からクルゼイロECでプレーした。
2003年の夏にポルトガルのSLベンフィカに移籍した。9月14日、CFベレネンセス戦でデビューを果たし、その試合で移籍後初ゴールも記録した。このシーズンにタッサ・デ・ポルトガルを獲得した。
2018年9月25日、現役引退を発表した。

### 代表
ブラジル代表として2001年7月にデビューを果たした。コパ・アメリカ2004のメンバーに選出された。6試合に出場し優勝に貢献した。パラグアイ戦ではキャプテンマークを任され、決勝戦のアルゼンチン戦では代表初ゴールを記録した。
その後FIFAコンフェデレーションズカップ2005、2006 FIFAワールドカップメンバーに選出されたが、あまり出場機会はなかった。ワールドカップ終了後、監督がドゥンガに代わり、以前より出場機会に恵まれるようになった。FIFAコンフェデレーションズカップ2009では5試合中4試合に出場し、決勝戦のアメリカ戦でもルシオのパートナーを勤め上げた。2010 FIFAワールドカップに控え選手として選ばれたが、出場機会はなかった。

## 人物
- 同じくルイゾン (Luisão) と呼ばれるルイス・カルロス・ボンボナート・グラールに準え「もう一人のルイゾン」と呼ばれる。2001 FIFAワールドユース選手権のメンバーの一人であり、その後U-23を経てA代表に定着する。
- 長身でありながらも足下のプレーが巧みで攻撃参加も好む。ブラジル国内の注目度も高い。
- 弟のアレックス・シウバはCRフラメンゴのDFで三男もサッカー選手を目指している。家族全員長身である。
- クラブ内では中心選手で、2005-06シーズンのチャンピオンズリーグ・決勝トーナメント1回戦のリヴァプールFC戦でもチームを引っ張り、王者を破っての準々決勝進出に貢献した。

## エピソード
- 2008年1月5日のヴィトーリア・セトゥーバル戦で、コスタス・カツラニスと殴り合いの喧嘩を起こし、2人とも後半23分に交代を命じられた。所属先のベンフィカは、2人に謹慎処分と多額な罰金の支払いが命じられた。
- 2012年8月11日のフォルトゥナ・デュッセルドルフ対SLベンフィカの親善試合の中で主審を務めていたクリスティアン・フィッシャーに暴力を振るい、この行為により国内外の全ての試合について2カ月の出場停止処分を受けた。

## 代表歴

### 出場大会
- ブラジル代表
  - 2006 FIFAワールドカップ
  - 2010 FIFAワールドカップ

### 試合数
- 国際Aマッチ 44試合 3得点（2001年-2011年）[1]

| ブラジル代表 | 国際Aマッチ | 国際Aマッチ |
| 年           | 出場        | 得点        |
| ------------ | ----------- | ----------- |
| 2001         | 1           | 0           |
| 2002         | 0           | 0           |
| 2003         | 8           | 0           |
| 2004         | 7           | 1           |
| 2005         | 3           | 0           |
| 2006         | 2           | 1           |
| 2007         | 1           | 0           |
| 2008         | 6           | 0           |
| 2009         | 11          | 1           |
| 2010         | 3           | 0           |
| 2011         | 2           | 0           |
| 通算         | 44          | 3           |

## タイトル

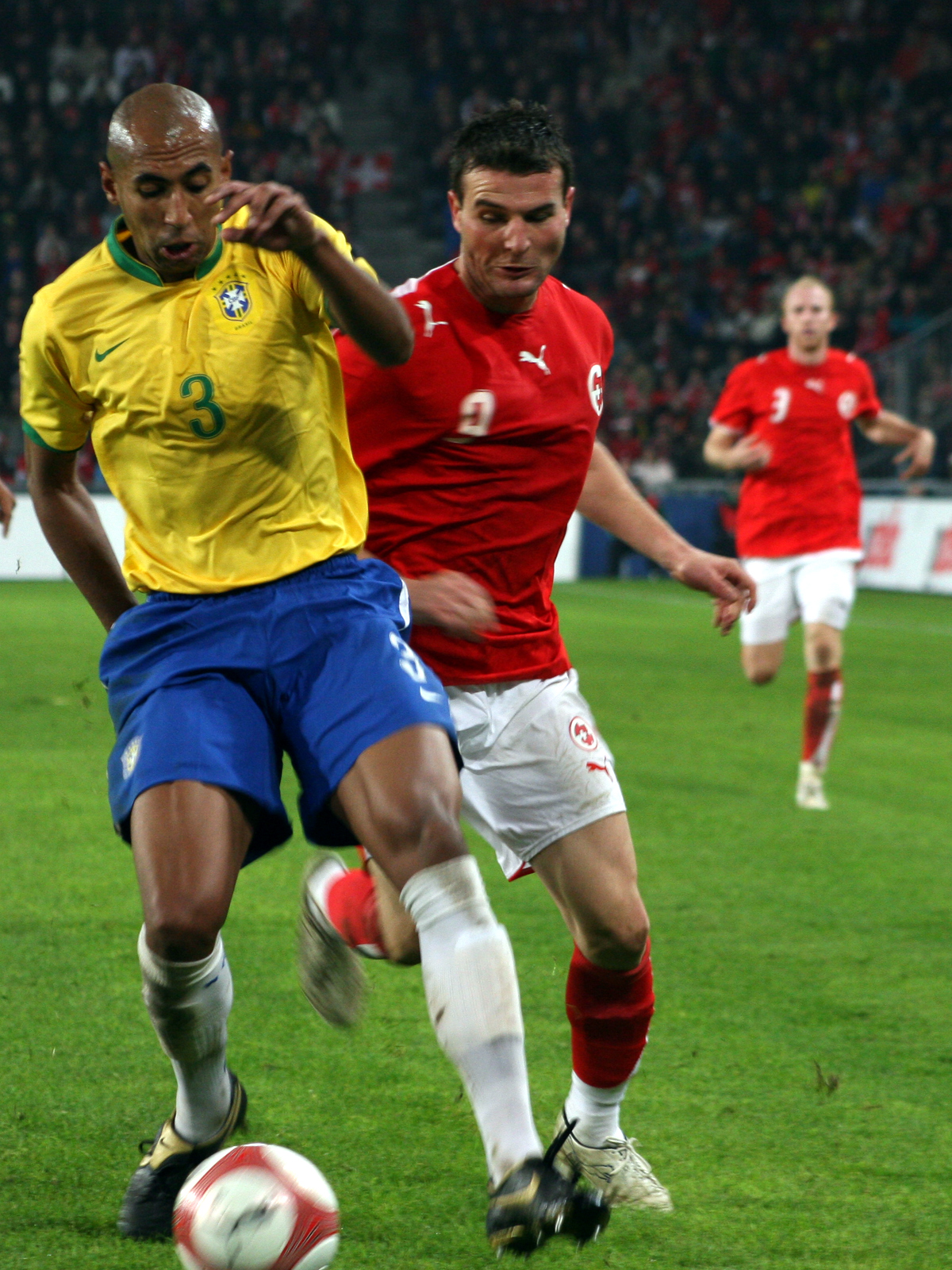
2006年ブラジル代表でスイス代表のアレクサンダー・フライと競い合うルイゾン

### クラブ
パルチザン・ベオグラード
- コパ・スル＝ミナス (1) : 2002
- カンピオナート・ミネイロ (1) : 2003
- コパ・ド・ブラジル (1) : 2003

SLベンフィカ
- スーペル・リーガ (6) : 2004-05, 2009-10, 2013-14, 2014-15, 2015-16, 2016-17
- タッサ・デ・ポルトガル (3) : 2003-04, 2013-14, 2016-17
- タッサ・ダ・リーガ (7) : 2008-09, 2009-10, 2010-11, 2011-12, 2013-14, 2014-15, 2015-16
- スーペルタッサ・カンディド・デ・オリベイラ (4) : 2005, 2014, 2016, 2017

### 代表
ブラジル代表
- コパ・アメリカ : 2004
- FIFAコンフェデレーションズカップ : 2005, 2009